# Diadalív (épülettípus)

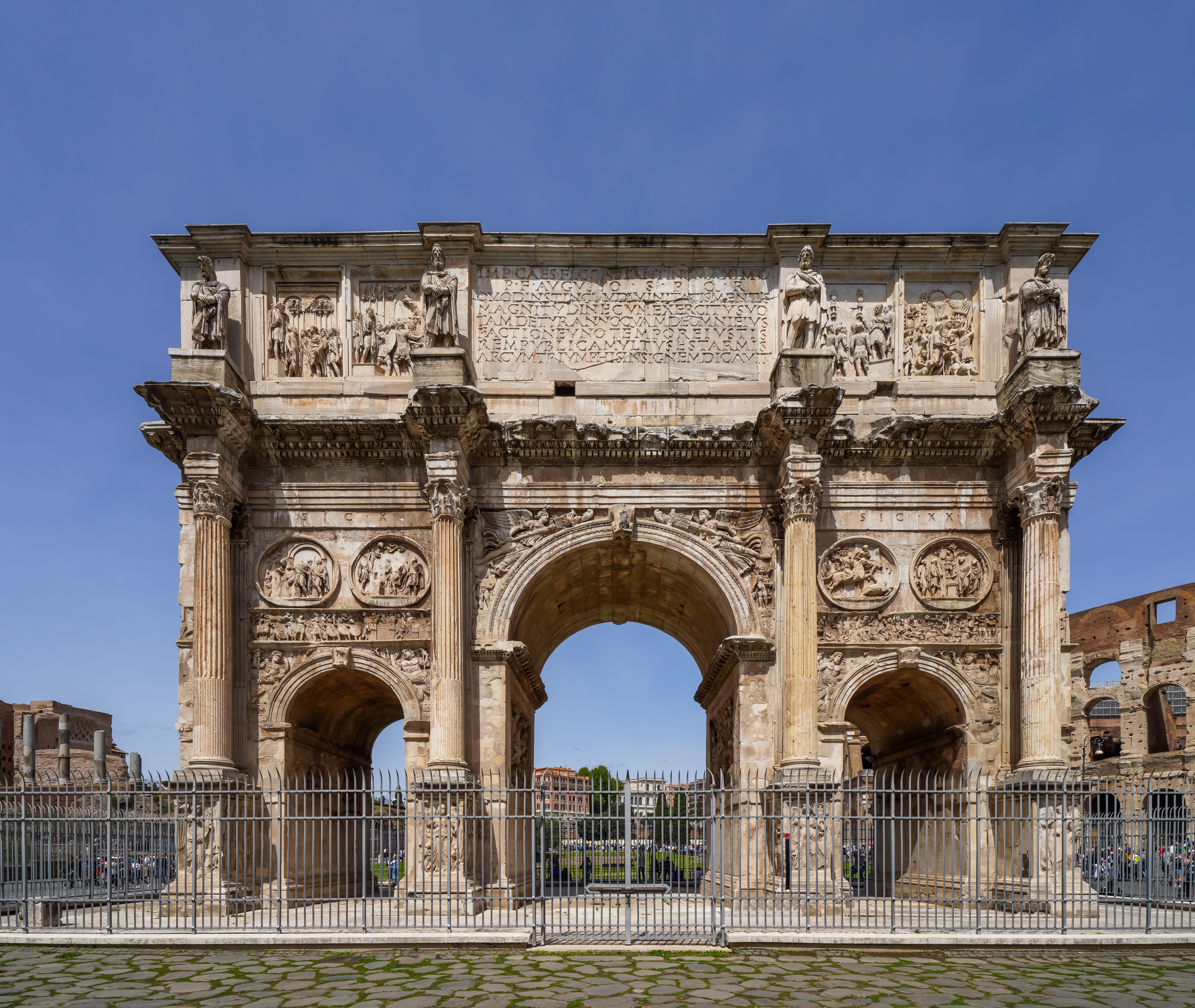
Constantinus császár diadalíve Rómában

A diadalív szabadon álló, nyitott kapuív, amit valakinek vagy valaminek a tiszteletére, gyakran győzelem alkalmával emelnek. Néha diadalkapunak is nevezik, bár ez a szó nemcsak állandó építményt jelölhet, hanem ideiglenes építményet is. A diadalívnek egy vagy három átjárója van, az ünnepelt személy a középsőn haladt át az ünnepelés közben. A homlokzatot mind az elő- mind a hátoldalon hatalmas oszlopok tagolják, közöttük pedig domborműveket vagy szobrokat helyeznek el.
Diadalívnek nevezik a keresztény építészetben a szentélyt a hajótól elválasztó boltívet is. Ez szimbolikus utalás Krisztusnak a bűn fölött aratott győzelmére.
Valamennyi ív szobortalapzatként is szolgált. A szobrokat általában az építmény tetején helyeztek el. Oldalait gazdagon díszíthették domborművekkel. A feliratoknak (pl. az inkrusztált aranyozott bronzbetűk alkalmazásával) ornamentikus szerepük is volt.
Az ókori kelet nagy birodalmai kezdetben oszlopokat állítottak, hogy hirdessék az uralkodó országának győzelmét. Ahogy az oszlopokra, úgy a templomok kapuira is kerülhettek diadaljelentések.

## Története
A diadalív a Római Birodalomban meghonosított emlékműforma, melyet arra érdemes hadvezérek, később császárok számára állítottak. A római diadalívek a későbbi korok diadalíveinek stílusa számára is mintául szolgáltak.
A Bibliából is ismert ősi szokás szerint a legyőzött ellenség hadifogollyá tett katonáit egy lándzsákból felállított kapuszerű alkotmány alatt terel0éke át. Az íveknek Rómában három elnevezése ismert: nevezték őket fornixnak, ianusnak és arcusnak. A köztársaságkor végéig a diadalív elnevezése fornix. Legismertebb példája a fornix Fabianus, amelyet Quintus Fabius Maximus Allobrogicus konzulnak emeltek az allobroxok legyőzése után, i. e. 121-ben a Via Sacrán, a Regia mellett. Livius két alkalommal említ az i. e. 2. században emelt íveket, és mindkét alkalommal a fornix szót használja. A császárkorban emelt íveket viszont következetesen arcusnak nevezik. Andrew Wallace-Hadrill szerint az elnevezést maga Augustus császár változtatta meg.
A Tabula Siariensis a Germanicusnak állítandó diadalíveket ianus marmoreus néven említi, de az eseményeket röviden összefoglaló Tacitus már arcusokat említ. Bár a fornix megnevezést a császárkorban is használták (pl. a vízvezetékek építéséről kiadott szenátusi határozatokban), a diadalíveket többé nem nevezték így. Ennek valószínűsíthető oka a szó pejoratív konnotációja: az eredetileg boltív, fedett út jelentésű fornix ebben az időben már a lebuj, szexuális kicsapongás mellékértelemmel társult (a fornices és popinae — lebujok és kocsmák szinte idiomatikus szerkezetté vált).
A köztársaság korában valószínűleg nem kellett szenátusi döntés a tiszteletadás e formájához. Lucius Stertinius i. e. 197-ben két fornixot állított fel a Forum Boariumon és egy harmadikat a Circus Maximusban, aranyozott szobrokkal úgy hogy mindehhez még csak triumphus (diadalmenet) sem járult. Kevéssel ezután Scipio Africanus már Hannibál legyőzése után, de még 190-es asiai hadjárata előtt egy fornixot emelt a Capitoliumon, és azt családtagjainak aranyozott szobraival díszítette. A Calpurniusok is éltek ezzel a lehetőséggel: egy késői tudósításból tudjuk, hogy a Capitoliumon álló ívük mellett ölték meg Tiberius Gracchust.
A császárok sosem állítottak önmaguknak diadal- vagy tisztelgő íveket, azt mindig a szenátussal szavaztatták meg.
A római győzelmet szimbolizáló diadal- vagy tisztelgő íveket a leigázott provinciákban is építettek. méghozzá mindig utak felett, hogy ezzel is hódolatra kényszerítsék az alattuk elhaladó bennszülötteket, szüntelenül emlékeztetve őket arra, milyen következményekkel jár a hatalom elleni lázadás. Ilyen funkciója a nyugaton felállított íveknek is volt.

## Típusai
Ez az emlékműtípusa római imperializmus szimbólumává vált. Ennek a monumentumnak általánosan használt „diadalív” elnevezése megtévesztő, hiszen az ókorban az íveknek két alapvető típusát különböztették meg:
- a tulajdonképpeni diadalívet (arcus triumphalis), amelyet a szenátus adományozott a győztes imperátoroknak, tehát általában államköltségen Rómában vagy a provinciákban emelték őket; illetve
- a megtiszteltetésnek szánt ívet (arcus honorarius), amelyet voltaképpen bárki állíthatott bárkinek, természetesen egy bizonyos vagyoni és társadalmi állás felett.

## Híres diadalívek

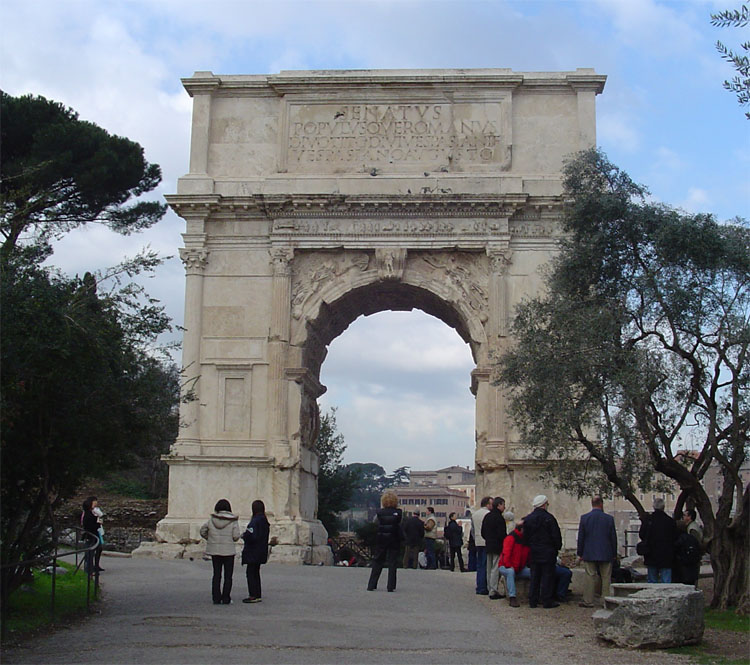
Titus diadalíve Rómában

A párizsi diadalív

### Róma
- Titus diadalíve (a 70-ben a zsidó háborúban aratott győzelem emlékére emelték a Forum Romanumon Titus római császár (79 – 81) és apja, Vespasianus tiszteletére).
- Constantinus diadalíve (315-ben épült a Forum Romanumon, egy előbbi keletű Traianus-diadalívből állították össze)
- Lucius Septimius Severus diadalíve. A császárság idején szokássá vált, hogy a győztes hadjáratot és a császár dicsőségét diadalívvel (más néven diadalkapuval) örökítették meg.

### London
- Marble Arch
- Wellington Arch

### Franciaország
- Montpellier, Porte du Peyrou
- Párizs
  - Arc de Triomphe (Arc de triomphe de l’Étoile) – Párizs egyik jelképe, 1806-tól épült, 1836-ban avatták fel.
  - Arc de Triomphe du Carrousel – 1806-1807 között épült, a Louvre és a Tuilerák között áll.
  - Grande Arche – a párizsi La Défense negyed ultramodern „diadalíve”.
  - Porte Saint-Denis – 1672-ben épült, XIV. Lajos hollandiai és rajnai győzelmei emlékére.
  - Porte Saint-Martin – 1672 – 1674 között épült, szintén XIV. Lajos dicsőségét hirdeti.

### Magyarország
- Kőkapu (Vác), Mária Terézia tiszteletére emelték, a 18. század második felében.

### Ausztria
- II. Constantius diadalíve (Heidentor), Carnuntumban.